# Lohagara
Lohagara (en bengali : লোহাগাড়া) est une upazila du Bangladesh dans le district de Chittagong. En 1991, on y dénombrait 203 453 habitants.